# ريستيتوتا
ريستيتوتا (304 ميلادية) هي قديسة وشهيدة عند الكنيسة الكاثوليكية والكنسية الأرثودوكسية، كانت عذرءا مسيحية من عائلية أمازيغية ولدت في مدينة بنزرت شمال تونس في القرن الثالث للميلاد.
مكان ووقت إستشهادها يفتقر إلى بيانات تاريخية دقيقة إلا أنها تعتبر في بعض الأحيان واحدة من شهداء أبيتينا (مجموعة من شهداء شمال أفريقيا مثل داتيفوس وساتيرنينوس وآخرون)

## الأسطورة
أسطورة من القرون الوسطى رويت من طرف بيدرو سودياكونا في القرن 10 للميلاد تقول : بعد أن عدبت ببشاعة، ريستيتوتا وضعت في قارب مشتعل مليئ بألياف الكتان والراتنج، ريستيتوتا لم تؤديها النار وطلبت العون من الله وأرسل لها الله ملاكا قاد مركبها إلى جزيرة أريانيا (الوقت الحاضر جزيرة إسكيا) وأنه رسى في الموقع الحالي سان مونتانو، وتكمل الأسطورة أن إمراة مسيحية في الجزيرة إسمها لوسينا حلمت في منامها بالملاك والقارب. وعندما كانت تسير على الشاطئ، عثرت على جثة ريستيتوتا سليمة ولامعة. لوسينا جمعت حولها الساكنة وتم دفن جسد القديسة رسميا في سفح مونتي فيكو في مدينة لاكو أمينوا الإيطالية حيث خصصت لها كاتدرائية مسيحية واليوم هذا الموقع هو ملاذ مخصص لها.

## التبجيل
على اين، انتشار تبجيلها من شمال أفريقيا إلى إيطاليا تاريخيا مرتبط بطرد الكاثوليك من تونس من طرف ملك الوندال غايسيريك، الذي كان على مذهب الآريوسية.
بقاياها الأثرية تم جلبها إلى نابولي في القرن الخامس للميلاد من طرف الأسقف كاوديوس النابولي عندما تم نفيه من شمال أفريقيا.
كنيسة القديسة الأمازيغية ريستيتوتا بنيت تكريما لها في نابولي في القرن السادس للميلاد ثم أدرجت الكنيسة في كاتدرائية نابولي التي بنيت في نفس الموقع خلال القرن 13 للميلاد.
يتم تبجيل القديسة ريستيتوتا في جزيرة أريانيا وفي مدينة لاكو أمينوا حيث يحتفل بها في احتفال ديني يدوم ثلاث أيام من 16 ماي إلى 18 ماي من كل سنة.